# Bedolach

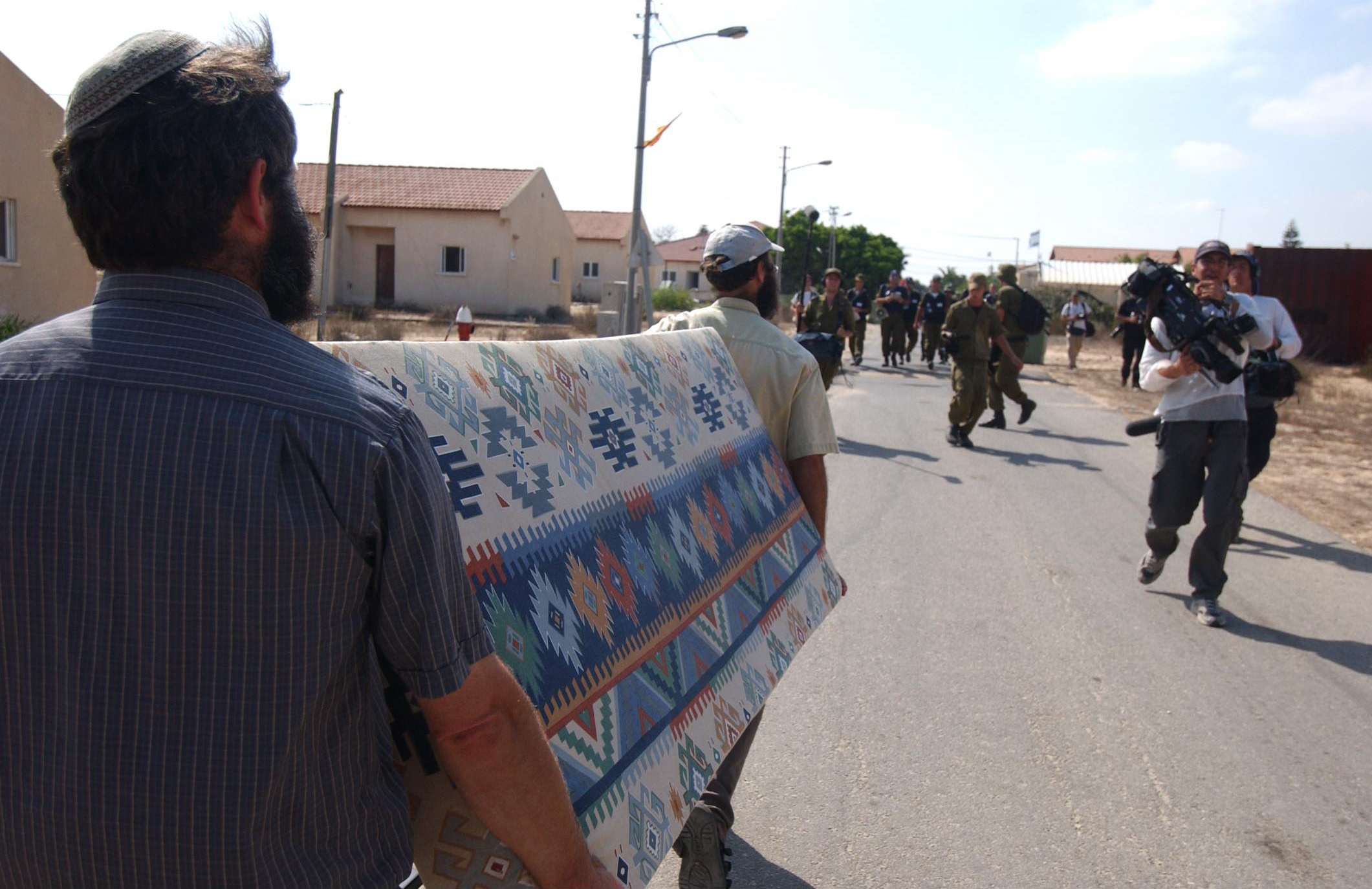
Evakuierung von Bedolach

Bedolach (hebräisch בְּדֹלָח Bədolach, deutsch ‚Kristall‘, auch hebräische Bezeichnung für Bdellium) war eine jüdische Siedlung nahe Newe Dekalims im Siedlungsblock Gusch Katif im südlichen Gazastreifen.
Die Siedlung wurde im Jahre 1986 gegründet.
Die Bevölkerung der Siedlung umfasste bis zum August 2005 ungefähr 200 Personen. Im Rahmen des Rückzugs Israels aus dem Gazastreifen wurde die Siedlung am 17. August 2005 endgültig geräumt. Die Häuser wurden abgerissen und das Gebiet später an die Palästinenser übergeben.